# Asamblea Nacional de Quebec
La Asamblea Nacional de Quebec (oficialmente en francés, Assemblée nationale) es el órgano legislativo de la provincia de Quebec (Canadá) y que, junto con el Teniente Gobernador de Quebec, conforma el Parlamento de Quebec.
La Asamblea tiene su sede en el Edificio del parlamento de Quebec, en la Ciudad de Quebec, capital administrativa de la provincia, aunque la ciudad más poblada de Quebec es Montreal. 
A pesar de que su fundación data de 1867, la Asamblea Nacional de Quebec funciona como parlamento unicameral desde la abolición del Consejo Legislativo de Quebec en 1968, una institución similar al Senado. Al mismo tiempo, la provincia de Quebec reconoció el francés como lengua oficial del territorio e instauraba su propio Código Civil, que sigue funcionando hasta el día de hoy.
La Asamblea se compone de un total de 125 diputados que son elegidos a través de elecciones con sufragio libre, directo y secreto entre la población quebequesa mayor de 18 años de nacionalidad quebequesa o que lleve viviendo en el territorio más de seis meses, no se halle en situación jurídica de curatela y no se encuentre privado del derecho al sufragio activo según la ley. El mandato de diputado dura cuatro años. 
Desde 2018 su presidente es Françoise Paradis FR, de la formación Coalition avenir Québec (CAQ).
Cada año se abren las puertas de la Asamblea a jóvenes que participan en actividades pedagógicas para mejorar su conocimiento de las instituciones democráticas. Por ejemplo, el Parlement jeunesse du Québec permite a un centenar de jóvenes conocer cada año el funcionamiento de la Asamblea durante una semana, en la que se debaten proyectos de ley escritos por los jóvenes mismos.

## Funciones
La Asamblea Nacional de Quebec tiene tres funciones principales:

### Función legislativa
Es decir, redactar las normas de rango de ley que se aplican dentro de la Provincia de Quebec. Se trata de la actividad principal de un miembro de la Asamblea. La Asamblea, Junto con el Teniente Gobernador de Quebec, examina, estudia, analiza y vota la legislación propuesta que le envíe el gobierno bajo la forma de Proyecto de Ley, y estos deciden aceptarla o rechazarla.

### Control al Poder Ejecutivo
Control al Poder Ejecutivo y de la acción de gobierno. Supervisa la aplicación normativa de las leyes que realiza uel gobierno. El ordenamiento jurídico quebequés permite a la Asamblea Nacional retirar la confianza al primer ministro de Quebec a través de una moción de censura. 

### Intermediación entre la ciudadanía y la Administración Pública
Cada diputado deberá defender los intereses de los ciudadanos de su propia circunscripción electoral. Se ocupa de las solicitudes de los ciudadanos que, por ejemplo, quieren acceder a un programa del gobierno, quieren que se enmiende una ley o un reglamento o presentar una queja sobre un servicio concreto de la Administración. Además, el representante en la Asamblea deberá promover las necesidades de su circunscripción a los ministros y funcionarios responsables de la prestación de un servicio concreto.

## Relaciones con el primer ministro de Quebec
El primer ministro de Quebec es elegido por el teniente gobernador de Quebec, que representa al rey de Canadá, Quebec y otros territorios de la Commonwealth (Mancomunidad de Naciones) Carlos III del Reino Unido. Sin embargo, a pesar de que su nombramiento se produzca por el Teniente Gobernador y no exista un otorgamiento expreso de la confianza de la Asamblea Nacional como tal, el primer ministro de Quebec debe contar con su confianza. El ejecutivo debe ser capaz de conformar una mayoría parlamentaria sólida para poder aprobar los presupuestos o superar las mociones de confianza o de censura presentadas por los partidos de la oposición, entre otras votaciones clave.  
El primer ministro detenta el Poder Ejecutivo junto al resto de su gabinete, que conforman el Consejo Ejecutivo de Quebec encabezado por él mismo. En la mayoría de las ocasiones, el primer ministro de Quebec es el líder del partido con más representación en la Asamblea Nacional. El primer ministro debe ser también miembro de la Asamblea elegido directamente por los ciudadanos en unas elecciones generales o en unas elecciones parciales. No existe una limitación de mandatos para el primer ministro de Quebec. 

En la actualidad, el primer ministro de Quebec es el empresario François Legault (Montreal, 1962), de la formación conservadora Coalición por el Futuro de Quebec (CAQ). Ostenta el cargo desde su juramento el 18 de octubre de 2018, después de la celebración de las elecciones generales de ese mismo mes en las que su formación obtuvo la mayoría absoluta de la Asamblea Nacional de Quebec.    

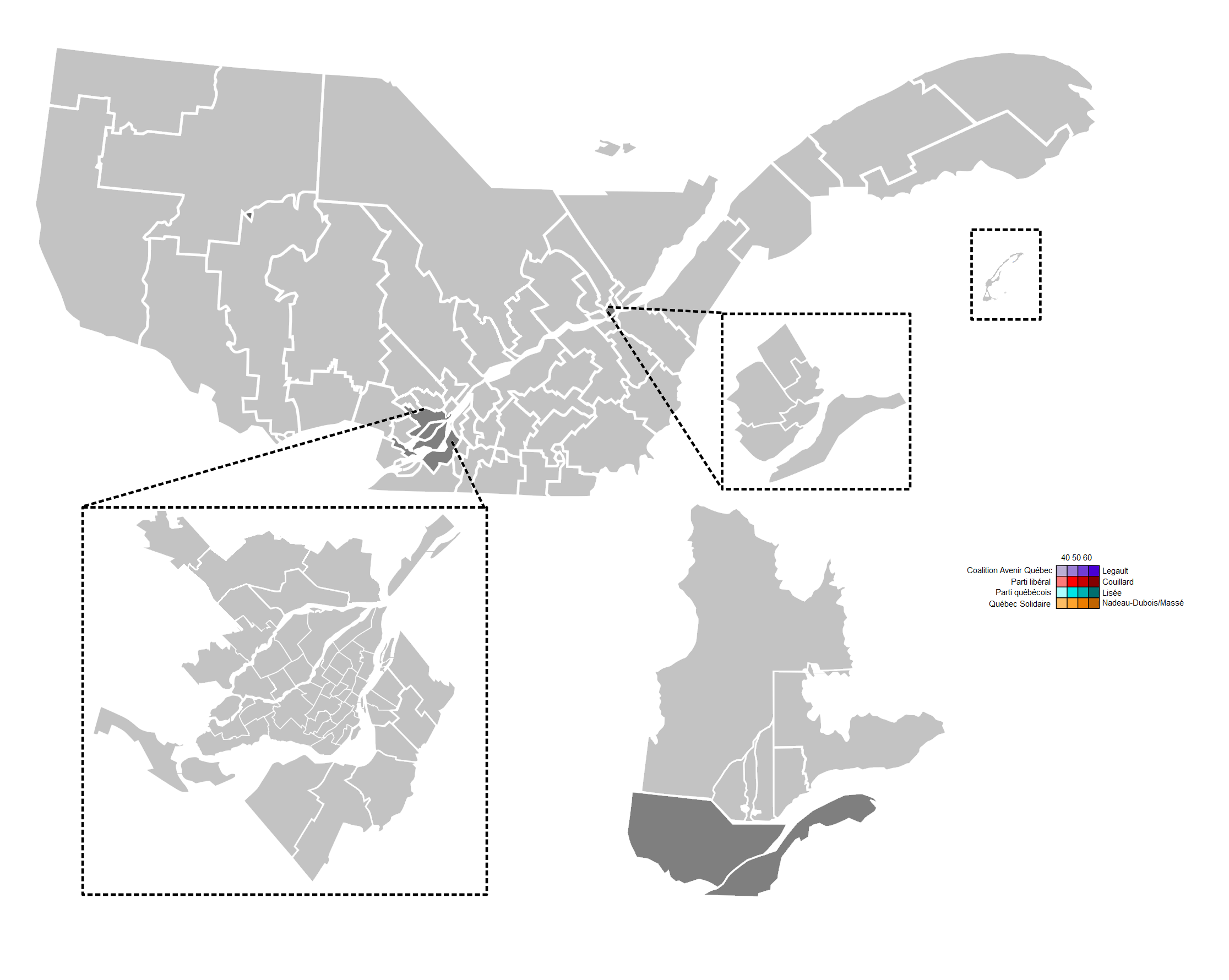
Circunscripciones electorales para la Asamblea Nacional de Quebec tras la modificación del año 2017

## Sistema electoral
La Asamblea Nacional de Quebec está compuesta por un total de 125 diputados (el máximo que están permitidos legalmente) y que son elegidos a través del un sistema electoral mayoritario uninominal de sufragio universal a una única vuelta. Para ello, la Ley Electoral de Quebec establece que el territorio se divida en 125 circunscripciones siguiendo criterios geográficos, demográficos y sociológico (la ley destaca criterios relativos a la densidad de población, la tasa relativa de crecimiento demográfico, la accesibilidad del territorio, su superficie y configuración, las fronteras naturales o los territorios de los diferentes municipios que la componen).
En cada una de estas circunscripciones se escogerá a un diputado que represente a todos sus habitantes en la Asamblea Nacional. A este sistema de gobierno se le conoce como Sistema Westminster.
El ordenamiento jurídico quebequés establece dos tipos de elecciones.
1. Elecciones generales, que se pueden celebrar bien por la terminación del mandato de cuatro años de la asamblea, bien por un adelanto electoral decretado por el primer ministro de Quebec o por el triunfo de una moción de censura.
2. Elecciones parciales a una o varias de las circunscripciones cuando exista una vacante y que se celebrarán, como máximo, seis meses después de que el diputado abandone el cargo.

## Composición

### Partidos con representación en la Asamblea
Las últimas elecciones a la Asamblea Nacional de Quebec tuvieron lugar el 3 de octubre de 2022. En ellas el CAQ renovó la mayoría absoluta que obtuvo en las anteriores elecciones, el PLQ y el PQ queden fuera del ejecutivo. Únicamente cuatro formaciones obtuvieron representación parlamentaria:
- Coalición por el Futuro de Quebec (CAQ) es una formación política nacionalista de carácter conservador.[10] Sus principales propuestas se centran en la reducción de la inmigración y el fin del proceso de "islamización" que a su parecer el país está sufriendo, así como la promoción de la lengua francesa en la provincia de Quebec.[11][12][13]
- Partido Liberal de Quebec (PLQ) es una formación federalista (es decir, apuesta por la permanencia de Quebec dentro de Canadá)[14] que tradicionalmente se ha alternado en el poder con el PQ.[9]
- Partido Quebequés (PQ) es una formación independentista de derecha o centro-derecha que, tradicionalmente, se ha alternado en el poder con el PLQ.[9] En el pasado promovió dos referéndums de independencia, uno en 1980 y otro en 1995, mientras gobernaban la provincia.[15]
- Quebec Solidario (QS) es un partido independentista de izquierda[16] que promueve la secesión de Quebec del resto de Canadá.[17] Esta formación también destaca por sus postulados antiglobalización.

### Resultados electorales 2022
La siguiente infografía incluye los resultados electorales de las dos elecciones parciales celebradas después de las elecciones generales del 3 de octubre de 2022.
|  | 40,98 % |

|  | 72 % |

|  | 14,37 % |

|  | 16,8 % |

|  | 15,43 % |

|  | 8,8 % |

|  | 14,61 % |

|  | 2,4 % |

### Configuración posterior
Después de que se celebraran las Elecciones Generales, una serie de movimientos políticos, con dimisiones y elecciones parciales, reconfiguraron la composición de la Asamblea Nacional de Quebec. 
1. Tras la dimisión de Philippe Couillard Jefe del Partido Quebequés se celebraron elecciones parciales en su circunscripción que dieron la victoria al candidato de Coalición por el Futuro de Quebec Nancy Guillemette el 10 de diciembre de 2018.[19][20]
2. Catherine Fournier abandona el Partido Quebequés y mantiene su escaño como candidata independiente el 11 de marzo de 2019.[21]
3. El 30 de agosto de 2019 dimite uno de los diputados del Partido Liberal Quebequés. El 2 de diciembre de ese mismo año Joëlle Boutin, de la Coalición por el Futuro Quebequés es elegida como miembro de la Asamblea Nacional de Quebec.[22]